# Statistiche della Coppa Italia di Serie C
Questa pagina raccoglie statistiche e record significativi riguardanti la Coppa Italia di Serie C.

## Albo d'oro della Coppa Italia Serie C
- 4 volte campione:  Monza
- 2 volte campioni:  Alessandria,  Foggia,  Padova,  Spezia,  L.R. Vicenza
- 1 volta campioni:  AlbinoLeffe,  Alzano Virescit,  Arezzo,  Bassano Virtus,  Brindisi,  Cagliari,  Carrarese,  Casarano,  Catania,  Cesena,  Como,  Cosenza,  Empoli,  Fanfulla,  Gallipoli,  Juve Stabia,  Juventus U23,  Latina,  Lecce,  Lecco,  Livorno,  Lucchese,  Lumezzane,  Palermo,  Pisa,  Prato,  Salernitana,  Sambenedettese,  Siracusa,  Sorrento,  SPAL,  Triestina,  Udinese,  Varese,  Venezia,  Virescit Bergamo,  Viterbese Castrense

### Campione consecutivo
- Monza: 2 vittorie (1973-74, 1974-75)

## Partecipazioni complessive
Sono 405 le società calcistiche che hanno preso parte alle 50 edizioni della Coppa Italia di Serie C giocate dal 1972-73 al 2022-23. Nessuna squadra ha partecipato a tutte le edizioni. In grassetto sono riportate le squadre impegnate nell'ultima edizione 2022-23.
- 46 volte: Carrarese
- 44 volte: Prato
- 43 volte: Teramo
- 42 volte: Alessandria
- 38 volte: Pro Patria, Benevento, Giulianova
- 37 volte: Mantova, Novara, Spezia
- 36 volte: Juve Stabia, Lucchese, Pro Vercelli, Rimini, Fano
- 35 volte: Olbia, Pergolettese
- 34 volte: Siena, Torres, Pavia
- 33 volte: Montevarchi, Chieti, Legnano, SPAL
- 32 volte: Catanzaro, Nocerina
- 31 volte: Lecco, Reggiana, Turris
- 30 volte: Padova, Pontedera, Livorno, Siracusa
- 29 volte: Fidelis Andria, Forlì, Pistoiese
- 28 volte: Monopoli, Trento, Triestina, Arezzo, Monza, Lanciano, Paganese
- 27 volte: Foggia, Gubbio, Potenza, Casertana, Frosinone, Ravenna, Salernitana
- 26 volte: Pro Sesto, Barletta, Cavese, Cremonese, Matera, Pisa
- 25 volte: Latina, Vis Pesaro, Massese, Sorrento
- 24 volte: Ancona, Cosenza, Lumezzane, Modena, Trapani, Treviso, Venezia
- 23 volte: Piacenza, Carpi, Casale, Catania, Reggina, Ternana, Varese
- 22 volte: Taranto, Viterbese, Lodigiani, Martina, Mestre, Savona
- 21 volte: Messina, Como, Südtirol
- 20 volte: Crotone, Acireale, Sambenedettese, Viareggio, Vigor Lamezia
- 19 volte: Avellino, Casarano, Ischia, Sangiovannese
- 18 volte: Brindisi, Campobasso, Civitanovese, Derthona, Empoli, Grosseto
- 17 volte: Fermana, Pordenone, Maceratese, Marsala, Poggibonsi
- 16 volte: Biellese, Cittadella, Igea Virtus, L'Aquila, Ospitaletto, San Marino, Sassuolo
- 15 volte: AlbinoLeffe, L.R. Vicenza, Bisceglie, Gela, Perugia, Rende, Rondinella, Savoia, Solbiatese, Pro Vasto
- 14 volte: Fiorenzuola, Castel di Sangro, Francavilla, Gualdo, Melfi, Sanremese
- 13 volte: Feralpisalò, Avezzano, Bassano Virtus, Bellaria, Centese, Sora, Tempio
- 12 volte: Renate, Cuneo, Foligno, Giorgione, Riccione, Voghera
- 11 volte: Giugliano, Imolese, Battipagliese, Civitavecchia, Imperia, Lecce, Montichiari, Nola, Palermo, Parma, Seregno, Valenzana
- 10 volte: Virtus Entella, Akragas, Baracca Lugo, Celano, Fanfulla, Fasano, Jesi, Licata, Omegna, Puteolana, Sant'Angelo, Sicula Leonzio, Vibonese
- 9 volte: Cesena, Pescara, Alcamo, Ascoli, Brescello, Castelnuovo, Castrovillari, Leffe, Palmese, Soccer Trani, Virescit Bergamo
- 8 volte: Asti, Astrea, Atletico Catania, Aversa Normanna, Bolzano, Cattolica, Cecina, Chievo, Formia, Giarre, Montebelluna, Palazzolo, Ponsacco, Portogruaro, Ragusa, Suzzara
- 7 volte: Adriese, Albese, Alzano Virescit, Belluno, Ercolanese, Giana Erminio, Nardò, Sandonà 1922, Santarcangelo, Saronno, Vigevano
- 6 volte: Virtus Francavilla, Afragolese, Atletico Roma, Banco di Roma, Bari, Campania, Carbonia, Carpenedolo, Cassino, Castel San Pietro, Chioggia Sottomarina, Conegliano, CuoioCappiano, Gallipoli, Ivrea, Manfredonia, Monselice, Montecatini, Osimana, Pizzighettone, Real Marcianise, Rhodense, Rieti, Sangiuseppese, Tolentino, Udinese, Valdagno, Vittoria
- 5 volte: Virtus Verona, Altamura, Atletico Tricase, Cerretese, Frattese, Gavorrano, Giacomense, Lupa Roma, Meda, Milazzo, Mira, Molfetta, Nuorese, Oltrepò, Pro Italia Galatina, Pro Piacenza, Racing Fondi, Sambonifacese, Sansovino, Vigor Senigallia
- 4 volte: Juventus U23, Albanova, ALMAS, Aosta, Canavese, Cesenatico, Città di Castello, Cuoiopelli, Faenza, Gorizia, Verona, Isola Liri, Mezzocorona, Orceana, Pievigina, Rodengo Saiano, Sant'Elena, Sarzanese, Sorso, Tuttocuoio
- 3 volte: AZ Picerno, Aglianese, Alghero, Angizia Luco, Aprilia, Arzanese, Bologna, Brescia, Canicattì, Cerveteri, Cynthia, Figline, Gladiator, Grumese, Isernia, Modica, Nissa, Noicattaro, Novese, Ostia Mare, Paternò, Pescina VG, Pro Cisterna, Rovigo, Sacilese, Sangiustese, Sansepolcro, Sant'Anastasia, Scafatese, Squinzano, Terranova Gela, Tritium, Val di Sangro
- 2 volte: Arzignano, Monterosi Tuscia, Arona, Arzachena, Audace SME, Aurora Desio, Borgo a Buggiano, Cagliari, Casatese, Casoria, Castiglione, Colligiana, Crevalcore, Crociati Noceto, Elpidiense, Fiorentina, Gioiese, Gozzano, Iperzola, Itala San Marco, Juventus Domo, Lariano Velletri, Legnago, Milanese 1920, Monsummanese, Neapolis, Racing Roma, Real Vicenza, Romulea, Rosetana, Telgate, Thiene, Tivoli, Valdiano 85, Villacidrese
- 1 volta: Audace Cerignola, Gelbison, Recanatese, San Donato Tavarnelle, Sangiuliano City, Adelaide Nicastro, Albinese, Albissola, Angri, Arrone, Atalanta, Bacoli Sibilla Flegrea, Bitonto, Boca San Lazzaro, Borgosesia, Bra, Brembillese, Cairese, Calcio Caravaggese, Canelli, Cantù, Caratese, Casalotti, Castel Rigone, Castellarano, Cossatese, Delta Porto Tolle, Dolo, Ebolitana, Enna, Ferentino, Fortis Juventus, Genoa, Gioventù Brindisi, HinterReggio, Ignis Varese, Ilvamaddalena, Juventina Gela, La Palma, Massiminiana, Melzo, Moncalieri, Montecchio, Morolo, Morro d'Oro, Morrone Cosenza, Napoli, Oltrisarco, Pianese, Pietrasanta, Poggese, Pomezia, Ponziana, Pro Belvedere, Pro Salerno, Quarrata, Romanese, Rovereto, Russi, Saviglianese, Sestri Levante, Termitana, Union Quinto, Vallée d'Aoste, Verbania, Vico Equense

## Piazzamenti

### 2º posto
- 4 volte secondo:  Monza
- 3 volte secondo:  Palermo
- 2 volte secondi:  Avellino,  Como,  Pro Patria,  Ternana
- 1 volta secondi:  Ancona,  Benevento,  Biellese,  Campobasso,  Carpi,  Carrarese,  Cesena,  Cittadella,  Cosenza,  Cremonese,  Cuneo,  Fano,  Forlì,  Frosinone,  Gualdo,  Jesi,  Lecce,  Livorno,  Lumezzane,  Matera,  Nocerina,  Perugia,  Pisa,  Campania Puteolana,  Reggina,  Salernitana,  Sangiovannese,  Sanremese,  Siena,  Sorrento,  SPAL,  Südtirol,  Viareggio,  Viterbese Castrense

### 3º posto[1]
- 3 volte terzi:  Ancona,  Modena,  Novara,  SPAL
- 2 volte terzi:  Acireale,  Como,  Casarano,  Cittadella,  Fidelis Andria,  Foggia,  Giulianova,  Livorno,  Massese,  Padova,  Paganese,  Pisa,  Pontedera,  Ravenna,  Reggiana,  Salernitana,  Siena,  Varese
- 1 volta terzi:  Alessandria,  ALMAS,  Arezzo,  Benevento,  Brescello,  Brindisi,  Campania,  Campobasso,  Carrarese,  Catania,  Catanzaro,  Cavese,  Chieti,  Chievo,  Civitanovese,  Cosenza,  Cremonese,  Crotone,  Feralpisalò,  Francavilla,  Frosinone,  Gallipoli,  Grosseto,  Gubbio,  Ischia,  L.R. Vicenza,  Lecce,  Lodigiani,  Lucchese,  Lumezzane,  Mantova,  Messina,  Monopoli,  Montevarchi,  Nocerina,  Palermo,  Pistoiese,  Pro Patria,  Reggina,  Sambenedettese,  San Marino,  Sanremese,  Savona,  Spezia,  Trapani,  Tritium,  Turris,  Venezia,  Virescit Bergamo

#### Finali complessive disputate
Il record di finali disputate appartiene al Monza, a quota 8.

#### Finali consecutive disputate
Il record di finali consecutive disputate appartiene al Monza che ne ha disputate 3 di fila tra il 1973-74 e il 1975-76, vincendo le prime due edizioni e arrivando seconda nella terza.

#### Sconfitte complessive e consecutive in finale
Il Monza è la squadra che ha perso il maggior numero di finali, piazzandosi al secondo posto per 4 volte complessive.
Il Palermo (1989-90 e 1990-91) e la Pro Patria (2002-03 e 2003-04) sono invece le squadre che hanno perso il maggior numero di finali consecutive. Per due volte si sono piazzate al secondo posto.

#### Squadre con più finali senza vittorie
L'Avellino, la Pro Patria e la Ternana sono le squadre che hanno disputato più finali (2) senza vincere il trofeo.

#### Squadre plurivincitrici senza sconfitte in finale
L'Alessandria, il Foggia, il Padova e lo Spezia sono le squadre ad aver vinto il maggior numero di finali (2) senza perderne alcuna.

#### Podi consecutivi raggiunti
Il Monza (dal 1973-74 al 1975-76), la Carrarese (dal 1982-83 al 1984-85) e il Pisa (dal 2010-11 al 2012-13) sono le squadre ad aver raggiunto il podio della competizione per più volte consecutivamente (3). Di queste, il Pisa è l'unica ad averlo fatto senza riuscire a vincere il torneo dopo aver raggiunto le semifinali.

#### Squadre con più podi senza finali
Il Modena (1972-73, 1985-86, 2000-01) e il Novara (1977-78, 1979-80, 2008-09) sono le squadre ad aver raggiunto per più volte le semifinali del torneo (3) senza mai essere riuscite a raggiungere l'atto conclusivo. 

## Record

### Double Stagionali

#### Double Coppa Italia Serie C-Campionato Serie C/Serie C1/Lega Pro Prima Divisione
- Lecce: una volta (1975-76)
- Udinese: una volta (1977-78)
- Cagliari: una volta (1988-89)
- Palermo: una volta (1992-93)
- Spezia: una volta (2011-12)
- Venezia: una volta (2016-17)

#### Double Coppa Italia Serie C-Campionato Serie C2/Lega Pro Seconda Divisione
- Gallipoli: una volta (2005-06)

### Double Perpetui

#### Double Coppa Italia Serie C-Coppa Italia
- L.R. Vicenza: 1981-82; 1996-97
- Venezia: 1940-41; 2016-17

#### Double Coppa Italia Serie C-Coppa Italia Serie D
- Como: 1996-97; 2007-08
- Juve Stabia: 2003-04; 2010-11
- Sorrento: 2005-06; 2008-09

#### Double Coppa Italia Serie C-Coppa Italia Dilettanti
- Casarano: 1984-85; 2008-09 e 2018-19
- Varese: 1994-95; 1993-94